# Liber catenatus

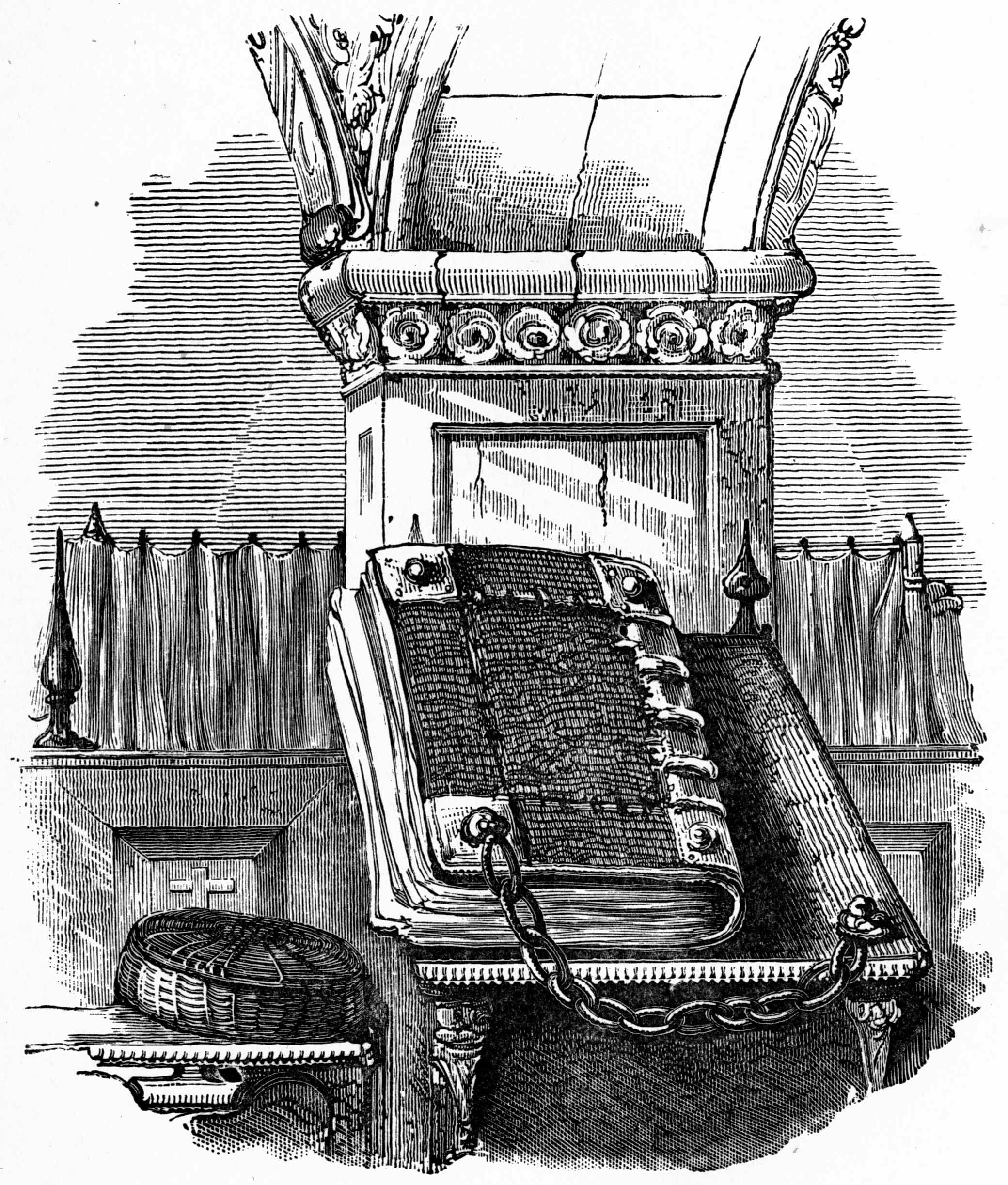
Kniha připoutaná řetězem k pulpitu

Liber catenatus (často v plurálu libri catenati, možno přeložit jako knihy na řetězech) bývaly knihy uložené především v některých klášterních knihovnách. Knihy byly rozloženy na čtecích pultech nebo uloženy v policích, a aby je nebylo možné odnášet, byly knihy připoutány řetězem k železné tyči, která byla připevněna k vrchní straně pultu nebo k polici, na níž byly knihy umístěny.
Připoutání knih na řetěz byl nejrozšířenější a nejvíce efektivní bezpečnostní systém používaný v evropských knihovnách od středověku do 18. století.

## Libri catenati v Česku

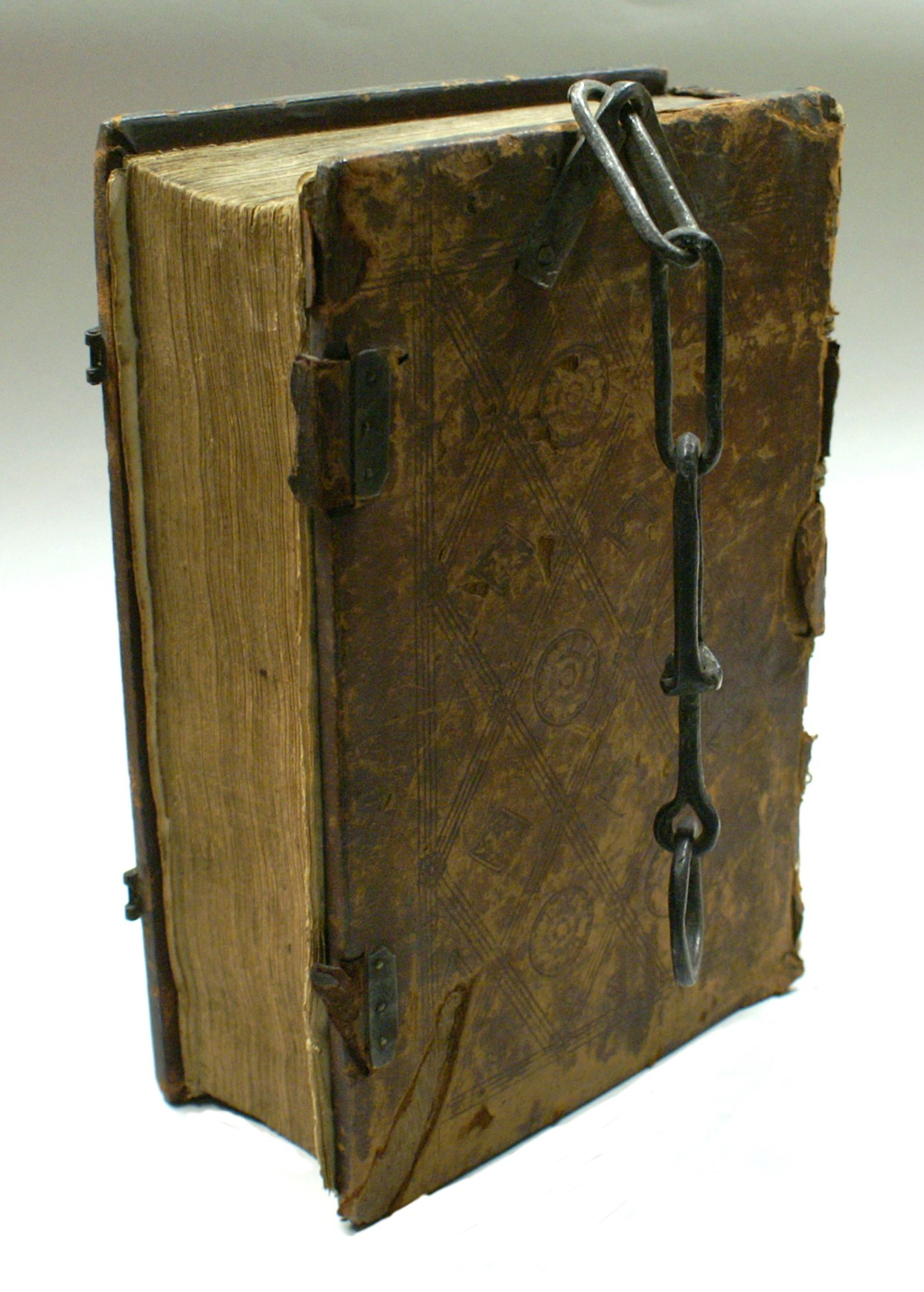
Kniha s řetězem.

V českých a moravských fondech se svazky se zachovanými řetězy vyskytují jen ojediněle. Knihy na řetězech se dochovaly v jáchymovské latinské škole, ve svatojakubské knihovně v Brně a jedna kniha na řetězu je součástí kadaňské františkánské knihovny, jeden exemplář knihy na řetězu se nachází také v Pražské majorátní knihovně hrabat z Nostic. Zřejmě nejvíce knih na řetězu se dochovalo v knihovně františkánského kláštera v Chebu.

### Pultová knihovna františkánského kláštera v Chebu
Knihy zde byly uloženy na deseti pulpitech, čtenářských pultech, které byly označeny římskými písmeny alpha až kappa. Jednalo se o z obou stran přístupné stoly, z nichž měl ze dvou protilehlých stran dvě zešikmené desky s uloženými knihami. Chebské svazky knih na řetězu byly opatřeny krátkými mohutnými řetězy a z toho vyplývá, že byly uloženy přímo na deskách pultů, nikoli na policích.
Všech deset pulpitů se nacházelo v jedné místnosti a na každé straně pultu bylo uloženo čtyři až jedenáct svazků, podle toho jaký měly rozměr. Knih na řetězu se v chebské knihovně nachází celkem 294 svazků. Z celkového počtu svazků se jedná o 185 inkunábulí, 107 starých tisků a dva rukopisy.
Katenáty podle všeho sloužily především františkánským mnichům v jejich obvyklých všedních potřebách. Není zmínka o tom, že by sbírka sloužila a byla zpřístupněna širší veřejnosti.
Nejnovější knihy nacházející se na pulpitech pocházejí z první dekády 17. století. Zánik chebské františkánské pultové knihovny pravděpodobně souvisí s rekonstrukcemi konventu na konci 17. a počátku 18. století.
Řetězy z 15. století jsou tvořeny čtyřmi až šesti protáhlými hranatými články. Na tisku z roku 1507 je řetěz již méně robustní a je sestaven ze šesti tordovaných (šroubovitě stáčených) článků. Vazba tisku z roku 1530 je opatřena lehčím typem řetězu se šesti články, každý článek řetězu je spleten ze dvou drátů a dole přechází v očko, do něhož je napojen předešlý článek.
Na počátku novověku se knihy začaly stavět do polic, ale jelikož řetězy bránily jejich novému způsobu uložení, byly z knih odstraňovány. Po sundání řetězu zůstaly v zadní dřevěné desce pouze jeden nebo více malých otvorů, připomínajících původní uchycení řetězu. V mnoha případech nebylo možné očko rozevřít, proto v dřevěných deskách zůstaly zbytky železa po uřezaných úchytech. Ještě častěji byla očky z knihy odstraňována tak, že byly rozříznuty dřevěné desky směrem k hornímu okraji a poté se očko vytáhlo. V důsledku takového odstranění řetězů mohlo dojít i k rozlomení zadní desky, což dokládá několik exemplářů, u kterých se dochovala pouze polovina desek směrem ke hřbetu knihy.
„Libri catenati“ byly k pultu připojeny řetězy. V horní části zadní dřevěné desky měly knihy otvor, kterým bylo protaženo železné očko s řetězem. Oko nebylo pravidelně kulaté, ale byla to spíše spona oválného tvaru, která přesahovala přes okraj desky. Řetěz v ní byl uchycený dalším větším kulatým okem, jež bylo navlečeno na uzamykatelné železné tyči, která vedla podél vrchní strany pultu. Řetězy byly dlouhé v rozmezí 24,1–34,6 centimetru.

## Připoutaná knihovna
V takové knihovně jsou knihy připoutány řetězem, který je dostatečně dlouhý, aby bylo možné vzít knihu z police a číst, ale není možné je odnést z knihovny. Tímto způsobem uložení knih se zabránilo krádežím materiálů z knihovny. V praxi to bylo obvyklé u příručních knihoven od středověku do cca 18. století. Protože je tento způsob poutání knih poměrně nákladný, tak byl používán jen u nejvzácnějších knih v kolekci.

### Velká Británie

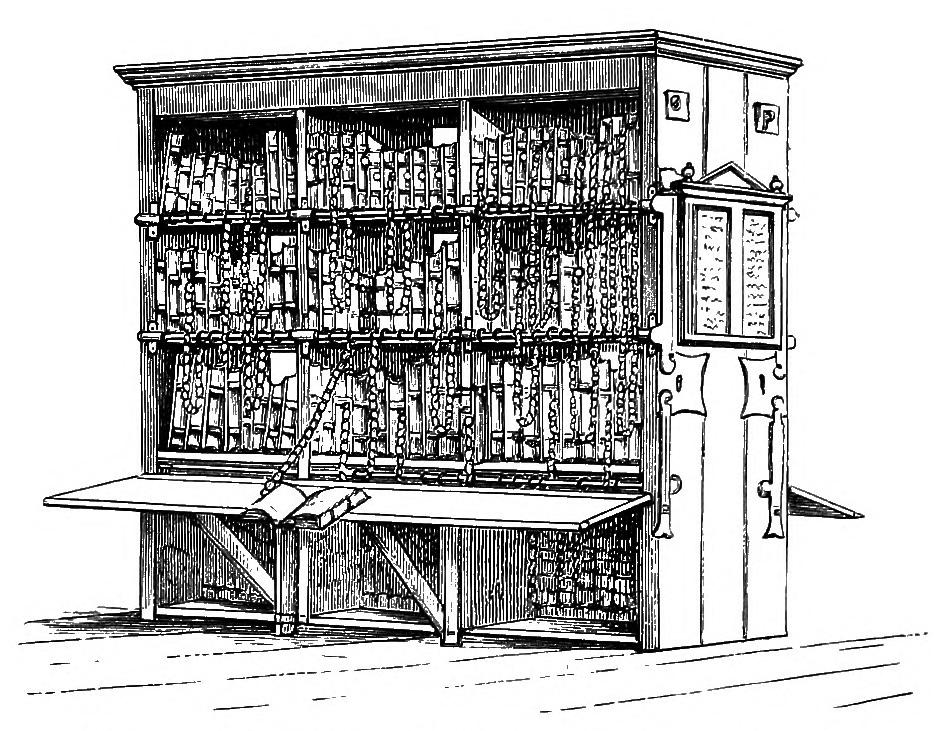
Knihy v katedrále v Herefordu.

Katedrální knihovna v Herefordu je největší knihovna, kde se dochovaly knihy se všemi neporušenými řetězy, tyčemi a zámky. Knihovna je umístěna nad mariánskou kaplí s okny do kostela a obsahuje asi 1500 knih na řetězech. Knihy jsou uloženy v policích, jeden konec řetězu je připojen k přední desce každé knihy. Druhý konec řetězu je připojen k tyči vedoucí podél spodní strany každé police. Délka řetězu umožňuje vzít knihu z police a položit ji na čtecí pult.

### Nizozemsko
Knihovna kostela sv. Valpurgy v nizozemském Zutphenu. Knihy jsou zde uloženy na čtecích pultech, jeden konec řetězu je připojen k zadním deskám knihy a druhý k železné tyči vedoucí podél vrchní strany pultu. Na budově a interiérech knihovny se od 16. století téměř nic nezměnilo, větší část původní sbírky knih je stále na místě a také se zde dochovaly původní řetězy, tyče i nábytek. 